# Expo Park/USC (métro de Los Angeles)
Expo Park/USC (anciennement University) est une station du métro de Los Angeles desservie par les rames de la ligne E et située dans le quartier University Park à Los Angeles en Californie.
Elle dessert d'ailleurs le campus principal de l'Université de Californie du Sud.

## Localisation
Station du métro de Los Angeles située en surface, Expo Park/USC est située sur la ligne E en plein centre du campus de l'Université de Californie du Sud sur Exposition Boulevard.

## Histoire
L'ancêtre de la station constituait une gare ouverte en 1875 faisant partie de la compagnie de chemin de fer Los Angeles and Independance. La ligne, incluant la station, fut rachetée par la compagnie de chemin de fer Pacific Electric qui y opérait un service de transport de personnes jusqu'en 1953. Le 28 avril 2012, la station actuelle a été remise en service après reconstruction, lors de l'ouverture de la ligne E.

## Service

### Accueil

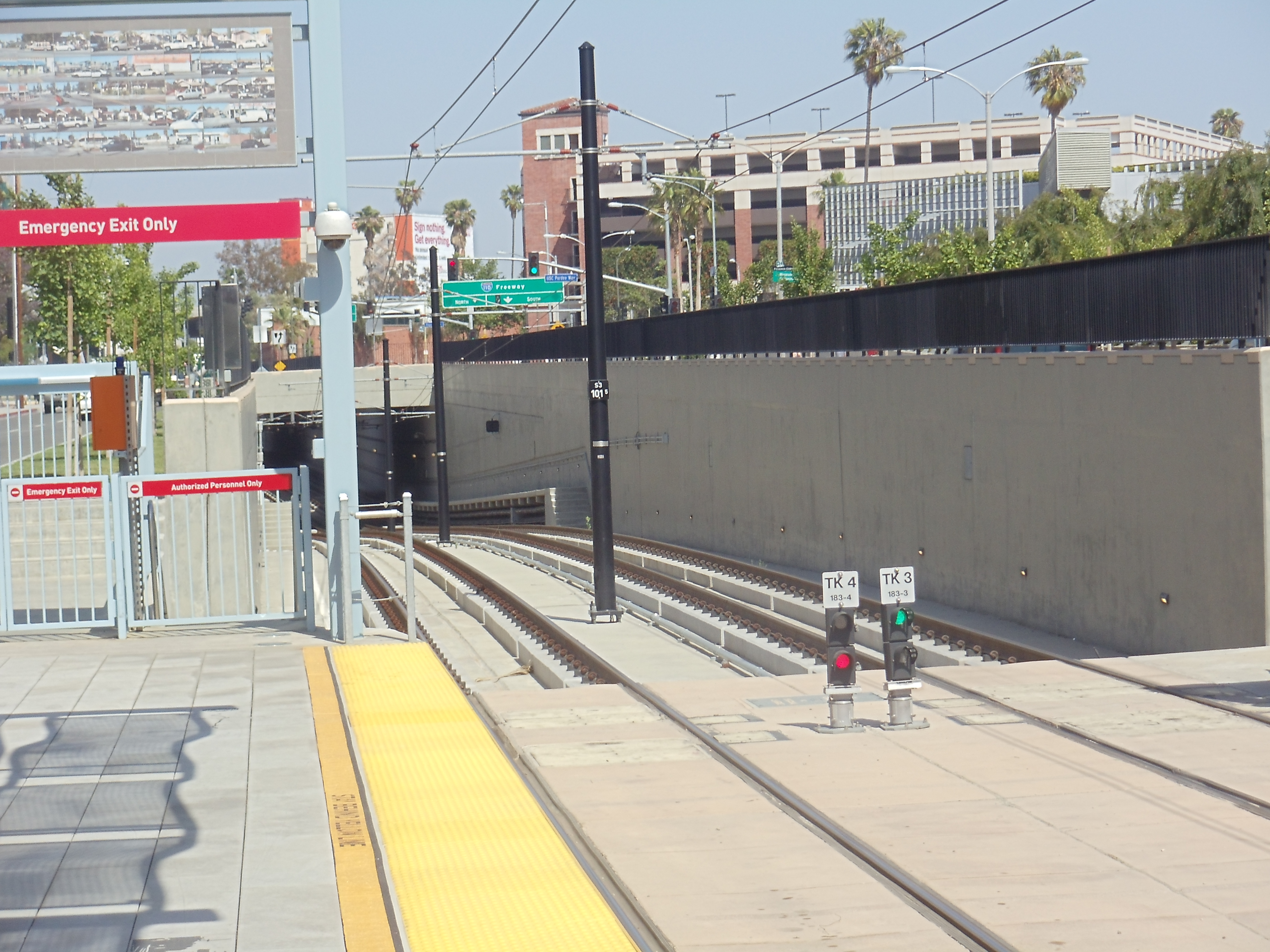
Vue des voies vers l'est.

### Desserte
Expo Park/USC est desservie par les rames de la ligne E du métro.
Desservant l'Université de Californie du Sud (USC), le stade Los Angeles Memorial, le Banc of California Stadium, cette station est également à proximité du musée d'histoire naturelle du comté de Los Angeles, du California Science Center, ainsi que du parc Rose Garden.

### Intermodalité
La station est desservie par les lignes d'autobus 81, 102, 200, 442, 460, 550 de Metro, les lignes 438 et 448 de LADOT Commuter Express (en), les lignes 701 et 721 de Orange County Transportation Authority (en) et la ligne 4 Express de Torrance Transit (en).

## Architecture et œuvres d'art
Un diaporama composé de photographies des rues avoisinant le quartier est présenté au-dessus de la signalétique de la station, le long des quais. Celui-ci a été conçu par l'artiste Robbert Flick.